# Neal Huff
Neal Huff (* in New York City) ist ein US-amerikanischer Film- und Theaterschauspieler.

## Leben
Huff absolvierte seine Ausbildung im Graduate Acting Program an der Tisch School of the Arts und schloss das Studium mit einem Master of Fine Arts ab.
Er trat seit Anfang der 1990er Jahre in New York City Off-Broadway und am Broadway auf. 1993 gab er sein Filmdebüt in Ang Lees Independentfilm Das Hochzeitsbankett. Es folgten zahlreiche Nebenrollen in Film- und Fernsehproduktionen. In der Fernsehserie The Wire spielte er ab dem Jahr 2006 die Rolle des Chief of Staff Michael Steintorf. Wes Anderson besetzte Huff in seinen Filmen Moonrise Kingdom (2012) und Grand Budapest Hotel (2014). Im Oscar-prämierten Filmdrama Spotlight war Huff 2015 als Missbrauchsopfer Phil Saviano zu sehen. 2021 trat Huff an der Seite von Kate Winslet in der Fernsehserie Mare of Easttown als Father Dan Hastings auf.

## Filmografie (Auswahl)
- 1993: Das Hochzeitsbankett (喜宴)
- 1993, 1999, 2007, 2008: Law & Order (Fernsehserie, 4 Episoden)
- 1996: Hitting the Ground
- 1997: Love Walked In
- 1997: Mord auf dem Campus (What Happened to Bobby Earl?, Fernsehfilm)
- 1999: Big Daddy
- 2000: Happy Accidents
- 2002: Hollywood Ending
- 2004: Poster Boy
- 2005: Starved (Fernsehserie, 3 Episoden)
- 2006: Stephanie Daley
- 2006: Bernard and Doris
- 2006: Der gute Hirte (The Good Shepherd)
- 2006–2007: Six Degrees (Fernsehserie, 3 Episoden)
- 2006–2008: The Wire (Fernsehserie, 12 Episoden)
- 2007: Michael Clayton
- 2008: John Adams – Freiheit für Amerika (John Adams, Miniserie, 1 Episode)
- 2009: New York Mom (Motherhood)
- 2009, 2012: Fringe – Grenzfälle des FBI (Fringe, Fernsehserie, 2 Episoden)
- 2010: Damages – Im Netz der Macht (Damages, Fernsehserie, 1 Episode)
- 2010: Monogamy
- 2010: Auf dem Weg nach Oregon (Meek’s Cutoff)
- 2010: Die Herrschaft der Schatten (Vanishing on 7th Street)
- 2011: Criminal Intent – Verbrechen im Visier (Law & Order: Criminal Intent, Fernsehserie, 1 Episode)
- 2012: Why Stop Now?
- 2012: Jack & Diane
- 2012: Moonrise Kingdom
- 2013: Blue Bloods – Crime Scene New York (Blue Bloods, Fernsehserie, 1 Episode)
- 2013: Doomsdays
- 2014: Grand Budapest Hotel (The Grand Budapest Hotel)
- 2014: Runoff
- 2014: Power (Fernsehserie, 1 Episode)
- 2014: The Sisterhood of Night
- 2015: Nasty Baby
- 2015: Forever (Fernsehserie, 1 Episode)
- 2015: The Wannabe
- 2015: Show Me a Hero (Miniserie, 3 Episoden)
- 2015: Spotlight
- 2015: No Letting Go
- 2016: Billions (Fernsehserie, 1 Episode)
- 2016: Lovesong
- 2016: The Blacklist (Fernsehserie, 1 Episode)
- 2016: Deadbeat (Fernsehserie, 1 Episode)
- 2016: Person of Interest (Fernsehserie, 1 Episode)
- 2016: Split
- 2016–2017: The Affair (Fernsehserie, 2 Episoden)
- 2016–2018: Falling Water (Fernsehserie, 8 Episoden)
- 2017: Beach Rats
- 2017: Girls (Fernsehserie, 1 Episode)
- 2017: Genius (Fernsehserie, 1 Episode)
- 2017: Der Nebel (The Mist, Fernsehserie, 2 Episoden)
- 2017: Die Verlegerin (The Post)
- 2018: Monsters and Men
- 2018: Beirut
- 2018: All Square
- 2018: Brooklyn Nine-Nine (Fernsehserie, 1 Episode)
- 2018: Radium Girls
- 2018: Beyond the Night
- 2018: God Friended Me (Fernsehserie, 1 Episode)
- 2019: Waves
- 2021: Mare of Easttown (Fernsehserie, 6 Episoden)
- 2021: The Magnificent Meyersons
- 2021: The Sinner (Fernsehserie, 8 Episoden)
- 2022: Causeway

## Theatrografie (Auswahl)
- 1992: Young Playwrights Festival (Playwrights Horizons, New York)
- 1992: Joined at the Head (New York City Center / Stage II, New York)
- 1994: The Day the Bronx Died (American Jewish Theatre, New York)
- 1995: The Tempest (Delacorte Theater, New York)
- 1995: The Tempest (Broadhurst Theatre, New York)
- 1998: From Above (Playwrights Horizons, New York)
- 1999: The Lion in Winter (Criterion Center Stage Right, New York)
- 2001:	Rude Entertainment (Greenwich House, New York)
- 2002: Edward Albee’s Occupant (Peter Norton Space, New York)
- 2002: Take Me Out (Joseph Papp Public Theater / Anspacher Theater, New York)
- 2003–2004: Take Me Out (Walter Kerr Theatre, New York)
- 2004–2005: The Foreigner (Laura Pels Theatre, New York)
- 2006: The Little Dog Laughed (Second Stage Theatre, New York)
- 2007: Trumpery (Linda Gross Theater, New York)
- 2011: When I Come to Die (The Duke on 42nd Street, New York)
- 2013: Luce (Claire Tow Theater, New York)
- 2014: Indian Ink (Laura Pels Theatre, New York)
- 2018: The Iceman Cometh (Bernard B. Jacobs Theatre, New York)
- seit 2018: To Kill a Mockingbird (Shubert Theatre, New York)